# هالا توروار آرنا
مرکز ورزشی مرکزی توروار یک سالن سرپوشیده ورزشی در شهر ورشو، لهستان است. این ورزشگاه در سال ۱۹۵۳ افتتاح شد و گنجایش آن ۴۸۲۴ نفر به صورت استاندارد است و تا ۱۴۸۰ صندلی اضافی برای اضافه کردن به محل تماشاگران موجود است.
این ورزشگاه در مجاورت ورزشگاه ارتش لهستان واقع شده‌است و عمدتاً برای کنسرت‌های موسیقی، هاکی روی یخ و دیکر ورزش‌های داخل سالن استفاده می‌شود، و ورزشگاه خانگی تیم هاکی UHKS Mazowsze است.
سالن توروار میزبان فینال جام ساپورتا در سال ۲۰۰۱ بود. در ۲۲ تا ۲۸ ژانویه ۲۰۰۷ این مجموعه میزبان مسابقات قهرمانی اسکیت نمایشی اروپا بوده‌است.
در سال ۱۹۸۴ آیرون میدن شب افتتاحیه ۱۹۷ کنسرت خود را در این سالن اجرا کرد. در سال ۱۹۸۵ دپش مد یکی از اولین کنسرت‌های خود را در شرق اروپا در توروار اجرا کرد.